# Encephalartos transvenosus
Encephalartos transvenosus, la palmera de Modjadji,  es una especie de la  familia Zamiaceae. Se encuentra en la  Provincia de Limpopo en Sudáfrica. 

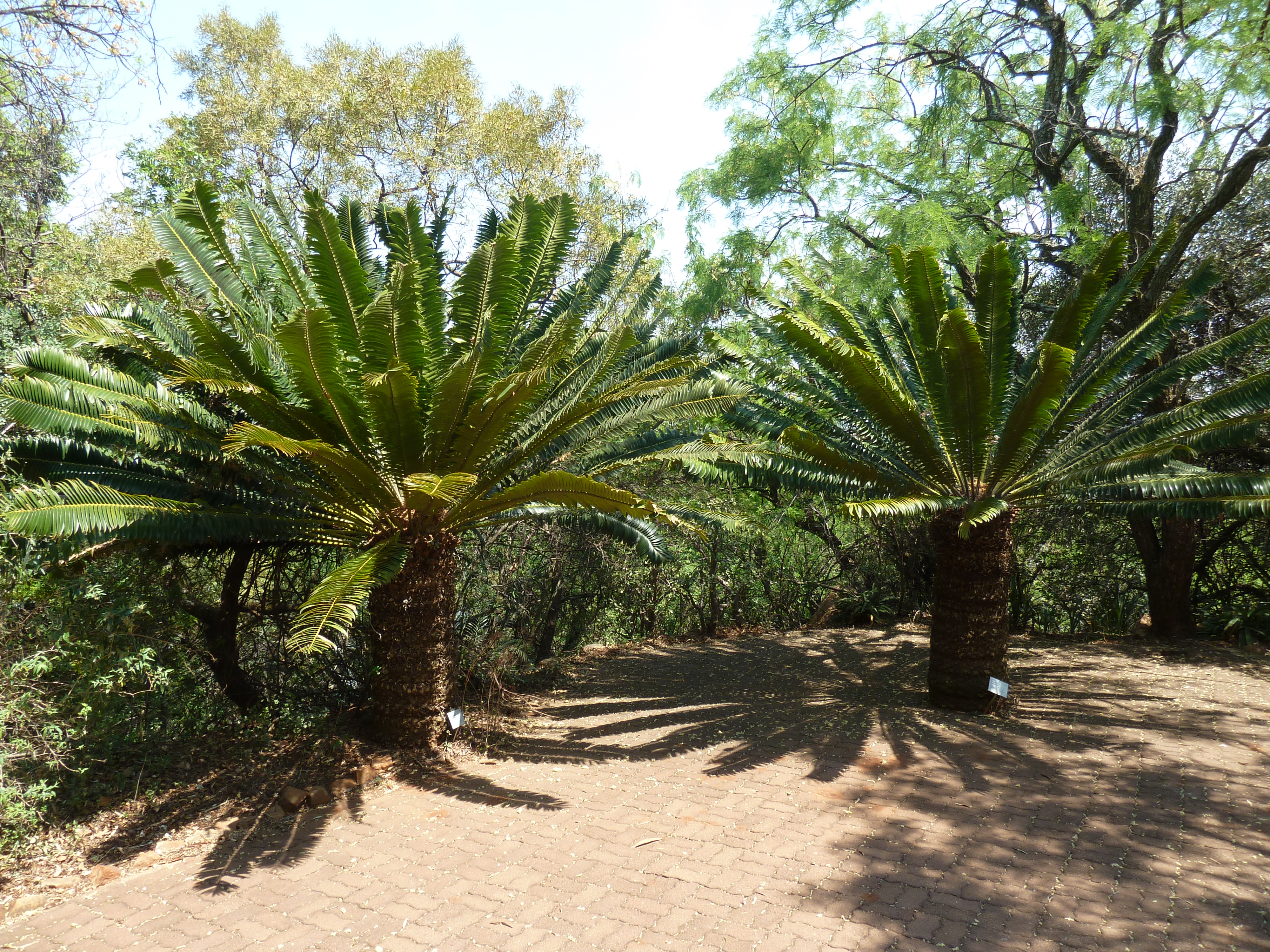
Vista de la planta

## Descripción
Esta especie alcanza hasta 12 m de altura. Tiene frondes arqueadas de hasta 24 cm de largo, divididas en folíolos anchos y lanceolados, escasamente dentados. Los ejemplares maduros dan coloridos conos dorados, afelpados de jóvenes. Es la especie más alta y se encuentra en algunas plantaciones singulares del norte de Transvaal: bosques enteros de esta cyca que cuentan con muchos miles de plantas maduras, ahora rigurosamente protegidos. En cultivo prefiere lugares más resguardados con mucha humedad.

## Taxonomía
Encephalartos transvenosus fue descrita por Stapf & Burtt Davy y publicado en Man. Fl. Pl. & Ferns 1: 40, 99. 1926.